# Gare de Geispolsheim
Gare de Geispolsheim vasútállomás Franciaországban, Geispolsheim településen.

## Vasútvonalak
Az állomást az alábbi vasútvonalak érintik:
- Strasbourg–Bázel-vasútvonal

## Kapcsolódó állomások
A vasútállomáshoz az alábbi állomások vannak a legközelebb:
- Gare de Fegersheim - Lipsheim (Gare de Sélestat)
- Gare de Graffenstaden (Gare de Saverne)